# Naskalnik Regana
Naskalnik Regana (Julidochromis regani) – gatunek słodkowodnej ryby z rodziny pielęgnicowatych. Bywa hodowany w akwariach.

## Występowanie
Endemit jeziora Tanganika. Spotykany w strefie skalistego litoralu wzdłuż całego jeziora, na głębokości do 5 m.

## Opis
Wydłużony, strzałkowaty kształt ciała. Na jasnożółtym tle wzdłuż całego ciała ciągną się cztery ciemne pasy. Na płetwie ogonowej cztery pionowe pręgi. Wszystkie płetwy – z wyjątkiem piersiowych – niebiesko obrzeżone. Dymorfizm płciowy słabo widoczny. Osiąga przeciętnie 12 cm długości.
Zaliczany jest do grupy szczelinowców. Każdy osobnik powinien mieć możliwość obrania swojego terytorium wokół wybranej wśród skał kryjówki. Przy braku wystarczającej ilości zakamarków pomiędzy poszczególnymi osobnikami dochodzi do utarczek. Źle znosi zmiany wystroju akwarium. Stosunkowo spokojna ryba wykazująca zwiększoną agresję w okresie tarła.

## Warunki w akwarium
| Zalecane warunki w akwarium | Zalecane warunki w akwarium |
| --------------------------- | --------------------------- |
| Zbiornik                    | średni                      |
| Temperatura wody            | 24–27 °C                    |
| Twardość wody               | twarda 8–25°n               |
| Skala pH                    | 8–9                         |
| Pokarm                      | żywy, mrożony i suchy       |

## Rozmnażanie
Gatunek monogamiczny. Opieką nad potomstwem zajmują się oboje rodzice. W jednym rewirze mogą przebywać rodziny wielopokoleniowe.